# Idel-Ural (kraina)

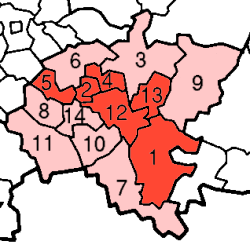
Idel-Ural - nierosyjskie republiki w Nadwołżańskim Okręgu Federalnym:
1 - Baszkortostan
2 - Czuwaszja
4 - Mari El
5 - Mordowia
12 - Tatarstan
13 - Udmurcja

Idel-Ural (tatar. Идел-Урал, İdel-Ural, ros. Идель-Урал, Волго-Уралье) – region historyczny i narodowościowy we wschodniej Rosji europejskiej, wyróżniany zwłaszcza w kulturze tureckiej i tatarskiej. 
Region Idel-Ural obejmuje tereny Niziny Wschodnioeuropejskiej rozciągające się od południowego Uralu do środkowego odcinka Wołgi (tatar. Idel), różniące się od pozostałej części Rosji europejskiej tym, że są w znacznej części zamieszkane przez narody nierosyjskie – tureckie (Tatarzy, Baszkirzy, Czuwasze) i ugrofińskie (Mordwini, Maryjczycy, Udmurci). częściowo pokrywa się z rosyjskim Powołżem. W tym regionie leży kompleks sześciu nierosyjskich republik: Baszkortostan, Czuwaszja, Mari El, Mordowia, Udmurcja i Tatarstan. Administracyjnie należą one do Nadwołżańskiego Okręgu Federalnego. 
Region został podbity przez Rosję dopiero w XVI wieku. Wcześniej wchodził w skład tureckich i mongolskich organizmów państwowych: Chanatu Kazańskiego, Złotej Ordy, Bułgarii Wołżańsko-Kamskiej i Kaganatu Chazarskiego. Turecko-ugrofińskie dążenia do niepodległości od Rosji znalazły swój wyraz w powstaniu w czasie rewolucji rosyjskiej na tych terenach efemerycznego państwa Idel-Ural. 